# Poolster (schip, 1948)
Het rijkskabelschip Poolster (IMO 5282043) was een Nederlands motorschip dat tussen 1948 en 1968 dienstdeed als kabelschip van de Nederlandse PTT. Het schip werd daarnaast door Rijkswaterstaat van de PTT gehuurd als bergingsschip.

## Voorgeschiedenis
In 1946 kreeg de Nederlandse PTT een Duits kabelschip in bruikleen, de Elveshorn, dat hernoemd werd tot Poolster en werd gebruikt voor reparatie van kabels. In 1947 of 1949 werd dit schip overgedragen aan de Franse PTT, waar het de naam Ingenieur-en-Chef Hanff kreeg. Het is daarna nog als vrachtschip gebruikt onder de naam Le Majungais (IMO 5161108). Intussen was al besloten dat Nederland een eigen kabelschip nodig zou hebben, en men verstrekte daartoe een opdracht. Ook dit schip zou Poolster gaan heten.

## Bouw en indienststelling
Dit tweede schip, dat was gebouwd door de N.V. Noord-Nederlandse Scheepswerven, werd op 27 mei 1948 te water gelaten in het Winschoterdiep. Eind oktober van dat jaar werd het overgedragen aan de PTT.

## Werkzaamheden
Werkzaamheden in de eerste jaren waren onder meer het controleren van de telefoonkabels in de Waddenzee, het opvissen van niet meer gebruikte telefoonkabels tussen Nederland en Engeland, en de aanleg van een nieuwe telefoonkabel tussen Nederland en Denemarken. In 1962 werd het schip ingezet bij het omleggen van diezelfde kabel van Oostmahorn naar Rømø, die moest wijken voor de inpoldering van de Lauwerszee.

### Berging vliegtuigwrakken
Naast het leggen en herstellen van kabels had het schip ook een functie als bergingsvaartuig voor onder meer vliegtuigwrakken uit de Tweede Wereldoorlog. Hiertoe werd het schip enige malen verhuurd aan Rijkswaterstaat. Op 12 november 1965 werd het honderdste vliegtuigwrak (deels) geborgen door de Poolster, een Britse bommenwerper van het type Short Stirling.

## Afdanking
In 1968 werd begonnen met de bouw van een nieuw kabelschip, dat in 1969 in de vaart kwam onder de naam Directeur-generaal Bast (IMO 6910879). De Poolster werd verkocht aan een toeristische rederij die het onder de naam Zeester in gebruik nam.